# Kramsk
Kramsk is een dorp in het Poolse woiwodschap Groot-Polen, in het district Koniński. De plaats maakt deel uit van de gemeente Kramsk en telt 1200 inwoners.